# برانکو شگوتا
برانکو شگوتا (کرواتی: Branko Šegota؛ زادهٔ ۸ ژوئن ۱۹۶۱) بازیکن فوتبال کروات‌تبار اهل کانادا بود.
از باشگاه‌هایی که در آن بازی کرده‌است می‌توان به باشگاه فوتبال سن‌خوزه ارث‌کوئیکز اشاره کرد.
وی همچنین در تیم ملی فوتبال کانادا بازی کرده‌است.